# 보광동 무후묘
보광동 무후묘는 서울특별시 용산구 보광동에 제갈 무후를 모시는 마을제당으로 불교 종교 시설 보광사 경내에 있다.

## 같이 보기
- 무후사
- 김해 김씨
- 조선의 불교#승려의 한양도성 출입 금지